# Rivière Mandeville
Pour les articles homonymes, voir Mandeville.
La rivière Mandeville coule dans la municipalité de Mandeville, dans la municipalité régionale de comté (MRC) D'Autray, dans la région administrative de Lanaudière, au Québec, au Canada.
Le cours supérieur de la rivière descend en zone forestière jusqu'à l'embouchure du lac Nazaire ; puis traverse des zones de villégiature autour du lac Deligny et Mandeville ; outre la traversée de ces deux lacs, le cours inférieur coule en zone agricole.

## Géographie
La rivière Mandeville prend sa source à l'embouchure du Petit lac Long (longueur : 0,9 km ; altitude : 281 m) dans Mandeville. Ce lac qui est enclavé entre deux montagnes, se situe sur le versant Est de la ligne de partage des eaux avec le versant Est de la rivière Mastigouche.
À partir de l'embouchure du lac, la rivière Mandeville coule sur 16,6 km, selon les segments suivants :
Cours supérieur de la rivière Mandeville (segment de 5,6 km)
- 1,4 km vers l'est en formant une courbe vers le nord en traversant le lac Croche (longueur : 1,5 km ; altitude : 281 m) jusqu'à son embouchure ;
- 0,8 km vers le sud-est jusqu'à l'embouchure du lac Paul (altitude : 276 m) que le courant traverse sur 0,4 km ;
- 2,1 km vers le sud-est en coupant le chemin Hugo, jusqu'à l'embouchure de l'Étang du Moulin (longueur : 0,9 km ; altitude : 209 m), que le courant traverse sur 0,8 km ;
- 1,3 km vers le sud-est en coupant le chemin du Lac-Deligny, jusqu'à la rive nord-ouest du lac Nazaire (altitude : 177 m) ;

Cours inférieur de la rivière Mandeville (segment de 11,0 km)
- 0,8 km vers le sud-est en traversant le lac Nazaire jusqu'au petit détroit comportant de hauts fonds et connectant le lac Nazaire au lac Deligny (altitude : 177 m) ;
- 1,1 km vers le sud en traversant le lac Deligny (longueur : 1,7 km) jusqu'à son embouchure, situé sur la rive ouest. Note : la villégiature est développée autour du lac Deligny, sauf sur sa rive ouest ;
- 2,8 km vers le sud, puis le sud-ouest jusqu'à la rive nord-est du lac Mandeville ;
- 1,7 km vers le sud en traversant le lac Mandeville (altitude : 145 m) sur sa pleine longueur, jusqu'à son embouchure ;
- 2,1 km vers le sud, en serpentant jusqu'à la limite de Saint-Didace ;
- 1,6 km vers le sud-ouest, en formant la limite entre Mandeville et Saint-Didace ;
- 0,9 km vers le sud-est en recueillant les eaux du ruisseau Paquette (venant de l'est), en coupant le chemin du rang Saint-Pierre en fin de segment et en serpentant jusqu'à sa confluence[2].

La rivière Mandeville se déverse sur la rive nord de la rivière Maskinongé à :
- 0,3 km en amont de la limite de Saint-Didace ;
- 3,8 km en aval de l'embouchure du lac Maskinongé ;
- 3,8 km à l'ouest du pont du village de Saint-Didace ;
- 33,0 km au nord-ouest de la rive nord-ouest du fleuve Saint-Laurent.

## Toponymie
Le terme Mandeville constitue un patronyme de famille d'origine Normand.
Le toponyme rivière Mandeville a été officialisé le 6 mars 1975 à la Banque des noms de lieux de la Commission de toponymie du Québec.